# Paul Hillemacher
Pour les articles homonymes, voir Hillemacher.
Paul Hillemacher est un compositeur et pianiste français né le 25 novembre 1852 à Paris et mort à Versailles le 13 août 1933.

## Biographie
Paul Joseph Wilhelm Hillemacher naît le 25 novembre 1852 dans l'ancien 3e arrondissement de Paris,.
Fils du peintre académique Eugène-Ernest Hillemacher et frère aîné du compositeur Lucien Hillemacher, Paul Hillemacher étudie au Conservatoire de Paris dans la classe de François Bazin. Second accessit d'harmonie et accompagnement en 1870, premier accessit en contrepoint et fugue deux ans plus tard, il remporte en 1873 un second Prix de Rome puis, en 1876, le Premier Grand Prix de Rome avec sa cantate Judith. 

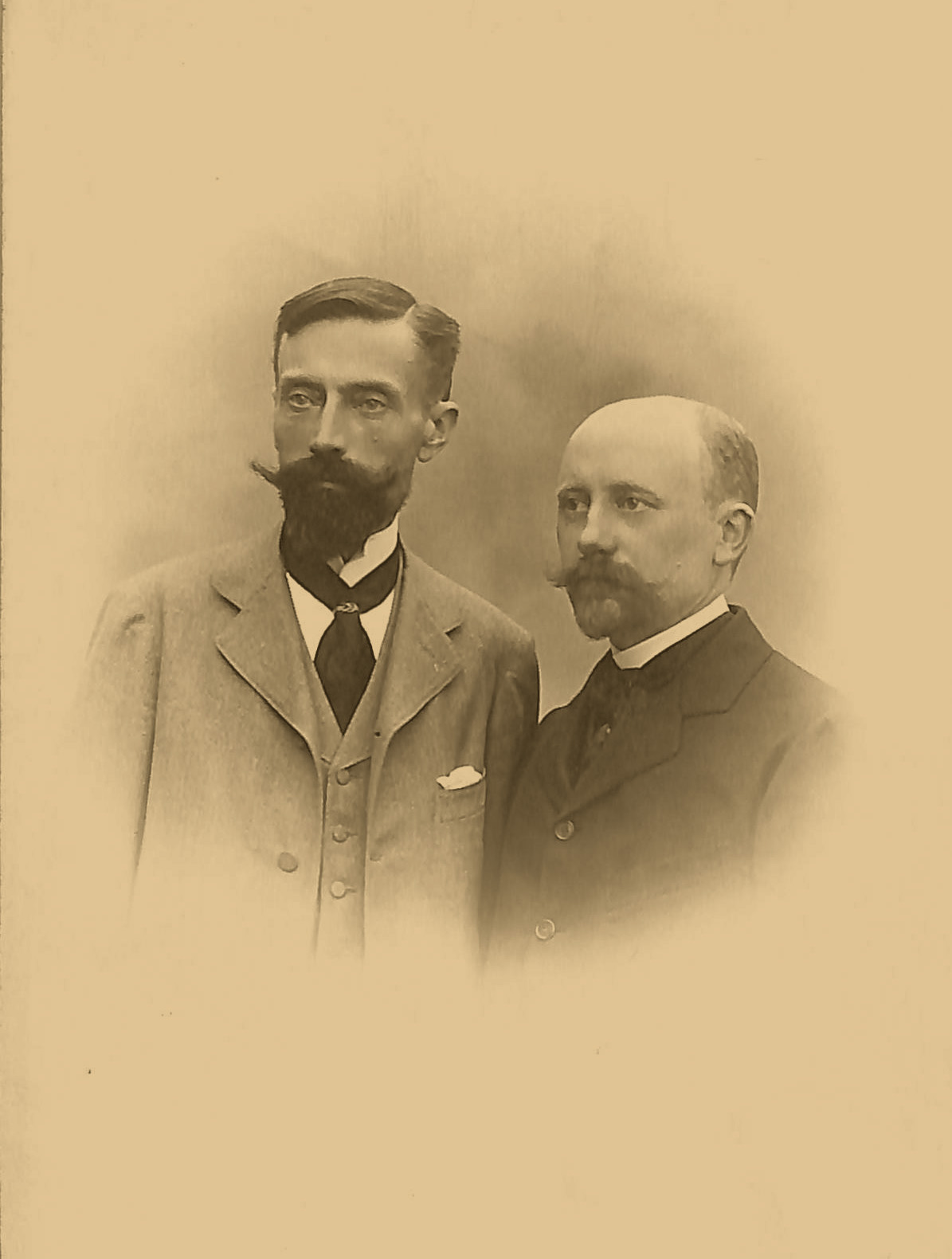
Paul et Lucien Hillemacher

La plupart de ses œuvres ont été composées en collaboration avec son frère Lucien (Paris, 10 juin 1860 ; Paris, 2 juin 1909). Leur première collaboration débute en 1879 avec deux mélodies, Le dernier banquet et Barcarolle, et prend sa pleine mesure à compter de 1881, date à laquelle ils signent leurs œuvres P.L. Hillemacher en adoptant le nom de plume de Paul-Lucien Hillemacher,. En 1882, ils publient ensemble un recueil de Vingt mélodies, et leur légende symphonique Loreley remporte le prix de la Ville de Paris. L'une de leurs mélodies, Ici-bas, fut publiée par erreur sous le nom de Debussy, témoignant de leur renommée.
Leurs autres compositions comprennent des oratorios, des œuvres chorales et orchestrales, des musiques de scènes, de la musique de chambre et des pièces pour clavier. Après la mort de Lucien, Paul produit peu, hormis le tableau musical Fra Angelico et quelques œuvres instrumentales,.
En 1903, les deux frères Hillemacher sont nommés chevaliers dans l'ordre de la Légion d'honneur,. Paul Hillemacher est promu officier en 1925. Il meurt à Versailles le 13 août 1933, et est inhumé au cimetière de Montmartre.

## Œuvres en collaboration avec Lucien Hillemacher

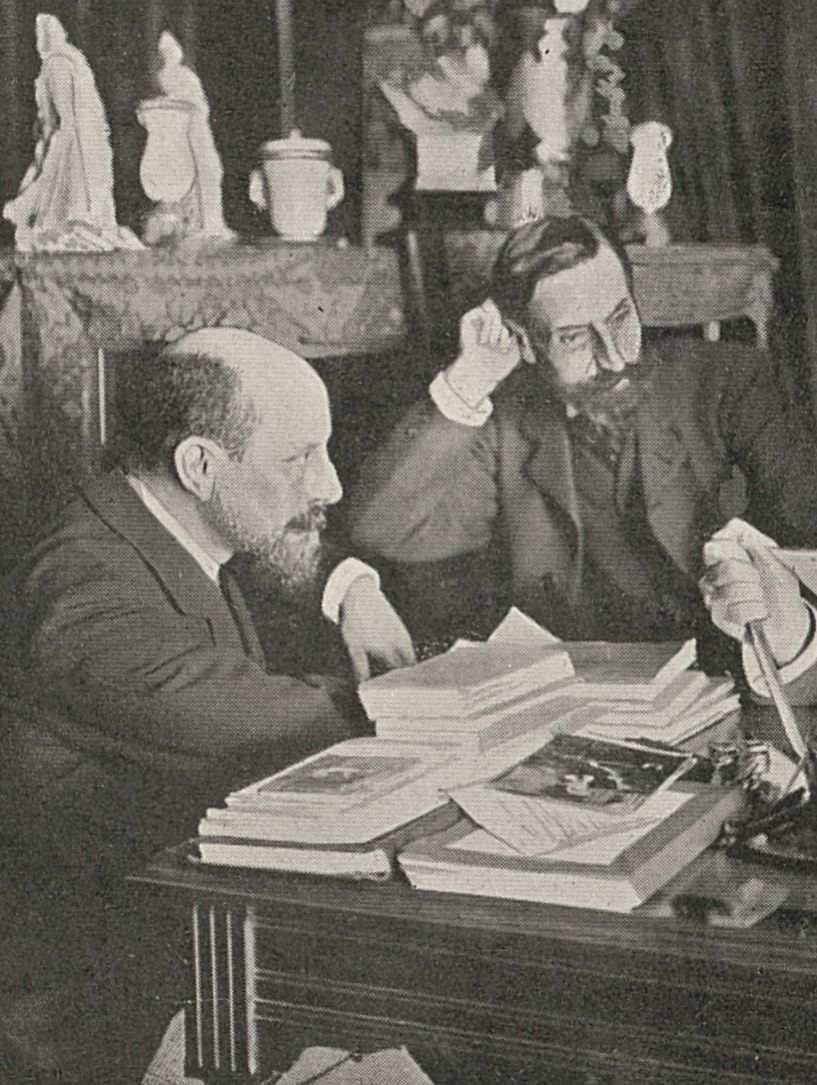
Les frères Hillemacher.

- Loreley, légende symphonique d'après Eugène Adenis, Paris, théâtre du Châtelet, 1882.
- 20 mélodies, 1882[n 1].
- Saint Mégrin, opéra-comique en quatre actes sur un livret d'Ernest Dubreuil et Eugène Adenis d'après Alexandre Dumas, Bruxelles, théâtre de la Monnaie, 2 mars 1886.
- La Légende de Sainte Geneviève, oratorio, 1886.
- La Passion, oratorio, 1887.
- Les pêcheurs de l'Adriatique, pour voix et orchestre, paroles de C. Brizeux, 1887.
- Une aventure d'Arlequin, opéra-comique en un acte sur un livret de Louis Judicis de Mirandol, Bruxelles, théâtre de la Monnaie, 22 mars 1888.
- Héro et Léandre, musique de scène d'après une pièce d'Edmond Haraucourt, Paris, Le Chat-Noir, 24 novembre 1893.
- One for Two, pantomime en un acte, Londres, Théâtre du Prince de Galles, 26 mai 1894.
- Le Régiment qui passe, opéra-comique en un acte sur un livret de Maurice Hennequin, Royan, 11 septembre 1893.
- Solitudes, 15 mélodies (poèmes d'Haraucourt), 1893.
- Le Drac, drame lyrique sur un livret de Louis Gallet d'après George Sand et Paul Meurice, Karlsruhe, 14 novembre 1896 en langue allemande (Der Flutgeist) ; Paris, 1942.
- Claudie, musique de scène d'après une pièce de George Sand, 1900.
- Orsola, drame lyrique sur un livret de Pierre-Barthélemy Gheusi, Paris, Opéra, 21 mai 1902.
- 10 mélodies, 1904.
- Circé, poème lyrique sur un livret d'Edmond Haraucourt, Paris, Opéra Comique, 17 avril 1907.

## Œuvres de Paul Hillemacher
- Judith, cantate d'après Pierre Alexandre, 1876.
- Villanelle XVIIIe siècle, 1876.
- 15 pièces, 1876.
- Trois pièces caractéristiques, 1879.
- Deux motets pour chœur et orgue 1881.
- 5 romances sans paroles de Mendelssohn arrangées pour orchestre, 1882.
- 20 pièces nouvelles pour piano, 1884.
- Trois valses pour piano à 4 mains, 1884.
- Retraite pour orchestre, 1885.
- Esquisses musicales pour piano, 1886.
- Élégie pour violon, violoncelle et piano, 1889.
- Trois pièces pour violoncelle et piano, 1910.
- Deux pièces nouvelles pour violoncelle et orchestre, 1913.
- Poème de la nuit, six chansons pour une voix 1881.
- Suite dans le style ancien pour violoncelle et orchestre, 1919.
- Deux pièces pittoresques, 1921.
- Quatre mélodies sur des textes anglais (New York, 1921).
- 40 leçons graduées de solfège, 1923.
- Fra Angelico, tableau musical d'après Maurice Vaucaire, Paris, Opéra Comique, 10 juin 1924.
- Villanelle archaïque pour hautbois (Paris, Bruxelles, 1926).
- Le Mystère enchanté, ballet pantomime.
- Midas, opéra en deux actes.

## Écrits
- Charles Gounod, biographie critique illustrée de douze reproductions hors texte, Paris, Laurens, vol. 1 (1905), vol. 2 (1925)[4].